# Forenzička arheologija
Forenzička aerheologija jedna je od od disciplina forenzike zanovane na naučnim principima i tehničkim metodama koje se primenjuju kod istraživanja krivičnih dela radi dokazivanja postojanja krivičnih radnji i pružanja pomoći prvenstveno pravosuđu, da utvrdi počinioca istog. Međutim za razliku od npr. forenzičke antropologije (kao jasno definisana discipline), forenzičku arheologiju je teško svrstati u neki određeni okvir sa tačno zadanim granicama, i parametrima koji bi precizno odredili njenu primenu, pa čak i samu definiciju. 
Iako se arheologija u ovoj disciplini prvenstveno primenjuje u forenzičke svrhe, unutar same forenzičke arheologije postoje i elementi antropologije, osteologije, tafonomije. Imajući ovo u vidu od forenzičkih arheologa se zahteva da budu dobro upoznati sa navedenim disciplinama, kako bi u kombinaciji sa tradicionalnom arheologijom svoje znanje prilagoditi forenzičkom kontekstu.
Osim što nudi najbolju metodologiju za obradu svih mesta događaja i zločina, forenzička aerheologija je i skup teorijskih pristupa uz čiju pomoć forenzički arheolog može da protumači i ljudsko ponašanje na osnovu forenzičkih nalaza.

## Preduslovi
Forenzička arheologija je primena arheologije (proučavanje prošlih kultura i aktivnosti) na pravne istrage. Veštine i metode koje arheolozi koriste za pronalaženje i tumačenje zakopanih ili skrivenih mesta prošlih aktivnosti imaju direktnu primenu na savremene forenzičke istrage. 
U Severnoj Americi forenzička arheologija se često smatra specijalizacijom forenzičke antropologije. Sedamdesetih i osamdesetih godina 20. veka, kriminalistički istražitelji počeli su da pozivaju arheologe da pomognu u pronalaženju, iskopavanju i dokumentovanju određenih vrsta dokaza sa mesta zločina - obično tajnih sahrana nakon ubistava žrtve. 
Tokom poslednjih nekoliko decenija, arheolozi su se aktivnije uključili u različite vrste istraga, uključujući iskopavanje masovnih grobnica žrtava modernih ratova i evidentiranje i oporavak masovnih smrtnih slučajeva. 
Glavni zadaci kojima forenzički arheolog pomaže su: 
- traženje dokaza,
- prikupljanje dokaza,
- evidentiranje dokaza,
- tumačenje rezultata.

## Izvorne nauke sažete u jednu
Forenzika podrazumeva primenu naučnih metoda kod otkrivanja i tumačenja (veštačenja) materijalnih tragova, pa se i stručnjaci koji obavljaju ove poslove nazivaju forenzičari. Forenzičke koriste naučna saznanja  za davanje odgovora na specifična pitanja, od kojih su 3 glavna:
- Da li je izvršen zločin?
- Ko je počinio zločin?
- Kako je izločin izvršen?

Forenzika
Reč  forenzika potiče od latinske reči forensic-na trgu, koja je izvedena od latinske reči forum (trg), kada su u doba starog Rima, u pojedinim slučajevima sumnjivih smrti na Trgu Forum Romanorum, izlagana ta mrtva tela i pojedine osobe koje su imale stručna znanja i iskustva davala su mišljenja o tome kako je nastupila smrt, odnosno na koji su način nastale povrede na mrtvom telu. Kako se ujedno na pomenutom trgu obavljalo i suđenje, navedena reč (forenzika, forenzički) je u prenesenom smislu značila sudski, odnosno sudska.  Forenzička nauka je prvi put dokumentovana u Francuskoj 1910. godine zahvaljujući dr. Edmondu Locardu koji je prvi postavio osnovne principe i njenu formulaciju.
Arheologija
Arheologija se može definisati u najširem smislu kao jedna od naučnih oblasti koje se bave naučnim proučavanjem civilizacija i života ljudi u prošlosti na osnovu ostataka,spomenika i predmeta koji su sačuvani ili pronađeni sistematskim istraživanjem, a ponekad i slučajnim nalazima. U svojoj užoj definiciji arheologija se definiše i kao nauka koja izučava materijalne ostatke, odnosno sve uočljive tragove ljudskih djelatnosti radi
upoznavanja njihove sadržine u određenom vremenu i prostoru, kao i njihovog značenja u određenom socijalnom, ekonomskom i historijskom okruženju.
Arheologija i forenzika
Ako se spoje arheološka i forenzička istraživanja  dolazi se nove naučne discipline koja je usmerene ka rasvetljavanju ljudskog ponašanja na vrlo precizan način. Arheološko nalazište analogno je forenzičkoj sceni (mestu događaja) po kojoj arheolog treba rekonstruisati aktivnosti na nalazištu, lokaciju tih aktivnosti i njihov redosled. 
Obe vrste istraživanja zasnivaju se na zahtevnim načinima prikupljanja, dokumentovanja, obrade i analize podataka. Zbog sličnih ciljeva, arheološke tehnike, posebno tehnike iskopavanja, primjenjive su u forenzičkim kontekstima. Sa druge strane, forenzičke metode, poput identifikacije oružja i analize ostataka krvi, efikasne su i u arheologiji. Jedini element u kojem se razlikuju ove dve oblasti forenzike je faktor vreme, koji ima duboke posledice za oba ova polja istraživanja.

## Osnovne informacije
Izraz „forenzička arheologija“ nije jednoobrazno definisan širom sveta i stoga se primenjuje na razne načine.
Forenzički arheolozi koriste svoje znanje o tehnikama iskopavanja kako bi osigurali da se ostaci izvlače na kontrolisan i forenzički prihvatljiv način.  Kada se ostaci pronađu delimično ili potpuno zakopani, pravilno iskopavanje ostataka obezbediće da svi dokazi prisutni na kostima ostanu netaknuti.
Razlika između forenzičkih arheologa i forenzičkih antropologa je u tome što  su forenzički antropolozi posebno obučeni za proučavanje ljudske osteologije i oporavak ljudskih ostataka, forenzički arheolozi su se šire specijalizovali za procese pretraživanja i otkrivanja. uzroka nasilne smrti  Pored ljudskih ostataka, arheolozi su obučeni za traženje predmeta koji se nalaze u i oko područja iskopavanja. Ovi predmeti mogu uključivati bilo šta, od venčanih prstenova do potencijalnih dokaza kao što su opušci cigareta ili otisci cipela. Njihova obuka se proteže dalje na posmatranje konteksta, povezanosti i značaja predmeta na mestu zločina i donošenje zaključaka koji mogu biti korisni za lociranje žrtve ili osumnjičenog.
Forenzički arheolog takođe mora biti u stanju da iskoristi određeni nivo kreativnosti i prilagodljivosti tokom vremena kada mesta zločina ne mogu da se iskopaju tradicionalnim arheološkim tehnikama. Na primer, sprovedena je jedna posebna studija slučaja o pretraživanju i pronalaženju ostataka nestale devojke koja je pronađena u septičkoj jami pod zemljom. Ova instanca zahtevala je jedinstvene metode za razliku od tipičnih arheoloških iskopavanja kako bi se ekshumirao i sačuvao sadržaj rezervoara.Forenzički arheolozi su uključeni u tri glavne oblasti.:
- pomoć u istraživanju mesta zločina,
- istraga na mestu zločina
- oporavku dokaza i / ili skeletnih ostataka

Obrada scena masovnih smrtnih slučajeva ili incidenata terorizma (masovnih ubistava, masovnih grobnica i ratnih zločina i drugih kršenja ljudskih prava) grana je rada u koju su uključeni i forenzički arheolozi.
Forenzički arheolozi mogu pomoći u utvrđivanju potencijalnih grobnih mesta koja su mogla biti previđena. Razlike u tlu mogu pomoći forenzičkim arheolozima da pronađu ta nalazišta. Tokom sahranjivanja tela od punjenja groba formiraće se mala gomila tla. Rastresita zemlja i povećanje hranljivih sastojaka iz tela koje se raspada podstiču različite vrste biljaka u odnosu na okolna područja. Obično će grobna mesta imati rastresitije, tamnije i organsko zemljište od područja oko njega.  Potraga za dodatnim grobnicama može biti korisna tokom istrage genocida i masovnih grobnica za traženje dodatnih lokacija sahranjivanja.

## Pisanje izveštaja
Izveštaj je formalni opis događaja ili istrage. Forenzički izveštaj objašnjava šta je istražitelj radio, kako su to radili i šta misle da dokazi pokazuju. Izveštaj forenzičkog istražitelja je posebno važan jer mora da bude u stanju da objasni rezultate istrage sudiji i eventualno poroti koja ne bi mogla da prisustvuje mestu zločina i posmatra istragu iz prve ruke. U Kanadi ne postoje dogovoreni protokoli ili standardi za pisanje forenzičkih izveštaja, ali većina forenzičara koristi naučni format koji uključuje sledeće:
- Rezime izveštaja
- Pozadina (kako se autor uključio u slučaj)
- Kvalifikacije autora (šta autora čini autoritetom na temu)
- Materijali, metode i ograničenja (koji je posao urađen, kako i zašto je izveden i sve prepreke daljoj istrazi / analizi)
- Rezultati (šta su dokazi pronašli)
- Tumačenje rezultata (šta dokazi znače, u okviru područja stručnosti)
- Zaključci (još jedan kratak rezime slučaja, nalazi i njihov značaj)
- Bibliografija (koji su izvori informacija - stručna literatura, intervjui itd. - korišćeni).

## Obuka kadrova
Još jedna primena u karijeri forenzičkog arheologa je podučavanje i istraživanje. Školovanje za sprovođenje zakona, tehničara i istražitelja mesta zločina, kao i dodiplomskih i postdiplomskih studenata ključni je deo karijere forenzičkog arheologa kako bi se znanje o pravilnim tehnikama iskopavanja proširilo na drugo forenzičko osoblje i povećala svest o terenu uopšte. Dokazi sa mesta zločina u prošlosti su bili ugroženi zbog nepravilnog iskopavanja i oporavka od strane neobučenog osoblja. Forenzički antropolozi tada nisu u mogućnosti da pruže značajne analize izvađenih skeletnih ostataka zbog oštećenja ili kontaminacije. Istraživanje sprovedeno za poboljšanje arheoloških metoda na terenu, posebno za unapređenje nedestruktivnih metoda pretraživanja i oporavka takođe je važno za unapređenje i prepoznavanje polja.

## Etika u oblasti forenzičke arheologije
U oblasti forenzičke arheologije postoji snažna etička komponenta koja se mora uzeti u obzir pri svim aktivnostima. Mogućnsot otkrivanja informacija o žrtvama ratnih zločina ili ubistava može predstavljati sukob u slučajevima koji uključuju međusobno suprotstavljene interese. 
Forenzički arheolozi često se angažuju da pomogne u obradi masovnih grobnica od strane većih organizacija koje imaju motive koji se odnose na objavljivanje i krivično gonjenje, umesto da porodicama i zajednicama pruže mir, pomirenje i spokoj. Ovim projektima se ponekad suprotstavljaju manje grupe za zaštitu ljudskih prava koje žele da izbegnu zasenjivanje uspomena na pojedince njihovim nasilnim načinima smrti. U slučajevima poput ovih, forenzički arheolozi moraju biti oprezni i prepoznati implikacije svog rada i preciznost i jasnoću informacija koje otkrivaju.
{-}}